# UFO Files
UFO Files este un serial de televiziune american care a fost produs din 2004 în 2007 pentru The History Channel. Serialul prezintă diferite cazuri OZN, întâlniri cu presupusa viață extraterestră și o presupusă conspirație guvernamentalo-militară de acoperire.  
În 2008 a fost urmat de un nou serial, UFO Hunters, care a avut premiera pe același canal.

## Interviuri
Câțiva oameni de știință și experți au fost interviați în acest serial. 
- Dennis Balthasar - ufolog
- William J. Birnes - autor, editor, și ufolog
- Phyllis Budinger - om de știință, cercetător
- James Clarkson - fost detectiv de poliție, ufolog
- Robert Collins - autor al Exempt from Disclosure
- Paul Davids - om de televiziune, scriitor SF și regizor
- Frank Drake - astrofizician
- Stanton T. Friedman - ufolog
- John Greenewald, Jr. - creatorul site-ului The Black Vault
- Steven M. Greer - medic și ufolog
- Michio Kaku - fizician și futurolog
- Andrew Kissner - fost reprezentant al statului New Mexico
- George Knapp - jurnalist specializat în paranormal
- Lawrence M. Krauss - fizician
- Geoffrey A. Landis - profesor MIT, om de știință și scriitor de science fiction
- Dr. Roger K. Leir - chirurg pediatric, investigator privind implanturile
- Bruce Macabeul - fizician optic și ufolog
- Herb Maursatd - șerif
- Ted Phillips - ufolog
- Scott Ramsey - autor, investigator șef privind prăbușirea OZN-ului aztec
- Chris Rutkowski - ufolog, educator
- John F. Schuessler - membru fondator al MUFON
- Seth Shostak - fizician și astronom
- Ken Storch - ofițer de poliție, investigator OZN